# رفته (ترانه چارلی ایکس‌سی‌ایکس و کریستین اند د کوئینز)
«رفته» (به انگلیسی: Gone) ترانه‌ای از خوانندهٔ انگلیسی چارلی ایکس‌سی‌ایکس و خوانندهٔ فرانسوی کریستین اند د کوئینز می‌باشد که در ۱۷ ژوئیهٔ سال ۲۰۱۹ به‌عنوان سومین تک‌آهنگ از سومین آلبوم استودیویی چارلی ایکس‌سی‌ایکس به نام چارلی منتشر شد. موزیک ویدئو این ترانه نیز هم‌زمان با انتشار آهنگ منتشر شد.